# Курлов, Василий Иванович
Василий Иванович Курлов (04.01.1923, Рязанская область — 18.10.1995) — помощник командира взвода пешей разведки 1039-го стрелкового полка 223-й стрелковой дивизии 46-й армии 3-го Украинского фронта, старший сержант — на момент представления к награждению орденом Славы 1-й степени.

## Биография
Родился 4 января 1923 года в селе Путятино (ныне — Путятинского района Рязанской области). Окончил профтехшколу. Работал слесарем-трубопроводчиком на заводе в Москве.
В Красной Армии и на фронте в Великую Отечественную войну с февраля 1942 года. Принимал участие в Сталинградской битве, в освобождении Харькова, Украины, Молдавии, Румынии, Болгарии, Югославии, в боях на территории Венгрии и Австрии. Форсировал реки Донец, Днепр, Южный Буг, Днестр. Прут, Дунай. Сражался на озере Балатон.
Разведчик взвода пешей разведки 1039-го стрелкового полка красноармеец Василий Курлов 26 августа 1944 года при разгроме группировки противника в районе высоты в составе разведывательной группы проник в расположение противника и внезапным огнём из автомата и гранатами вызвал панику в его рядах, в результате чего было уничтожено более десяти солдат и девять захвачено в плен. Приказом по 223-й стрелковой дивизии от 3 сентября 1944 года за мужество и отвагу, проявленные в боях, красноармеец Курлов Василий Иванович награждён орденом Славы 3-й степени.
Помощник командира взвода пешей разведки 1039-го стрелкового полка старший сержант Василий Курлов 30 января 1945 года в районе железнодорожной станции Чала первым ворвался в траншею противника, в бою огнём из автомата и гранатами уничтожил около десяти пехотинцев, два пулемета, захватил пулемет, взял в плен одного гитлеровца. Приказом по 4-й гвардейской армии от 15 июня 1945 года за мужество и отвагу, проявленные в боях, старший сержант Курлов Василий Иванович награждён орденом Славы 2-й степени.
Старший сержант Василий Курлов в составе 1039-го стрелкового полка 24 апреля 1945 года, находясь в разведке в районе населенного пункта Нидерхоллабрунн, с разведчиками проник в расположение противника, внезапным огнём из автоматов и гранатами бойцы создали панику среди противников и одного из них пленили. Был ранен, но продолжал выполнять боевую задачу.
Указом Президиума Верховного Совета СССР от 19 августа 1955 года за образцовое выполнение заданий командования в боях с немецко-вражескими захватчиками старшина Курлов Василий Иванович награждён орденом Славы 1-й степени, став полным кавалером ордена Славы.
В феврале 1946 года старшина В. И. Курлов демобилизован из Вооруженных Сил СССР. Жил в городе Красногорск Московской области. В 1970 году стал членом КПСС. Работал слесарем-трубопроводчиком на Красногорской ткацкой фабрике, затем — старшим инженером на заводе.
Участник исторического Парада Победы 24 июня 1945 года и юбилейного Парада 1995 года в Москве на Красной площади.
Скончался 18 октября 1995 года.
Награждён орденами Отечественной войны 1-й и 2-й степени, орденами Славы 1-й, 2-й и 3-й степени, медалями, в том числе двумя медалями «За отвагу», медалью «За взятие Вены», «За взятие Берлина», «За победу над Германией».
В апреле 2000 года в городе Красногорске на доме № 24 по улице Братьев Горожанкиных, где он жил, установлена мемориальная доска. Его имя увековечено на мемориале в районном центре селе Путятино.